# Равич, Христиан
Хри́стиан Ра́вич (нидерл. Christiaan Ravych; род. 30 июля 2002, Кортрейк, Фламандский регион) — бельгийский футболист, полузащитник клуба «Серкль Брюгге».

## Клубная карьера
Является начинал заниматься в клубах «Эндрахт Куурне» и «Харелбеке», откуда в 7-летнем возрасте перебрался в академию «Брюгге». В декабре 2021 года перешёл в «Серкль Брюгге», заключив с клубом контракт, рассчитанный до лета 2023 года. 30 июля 2022 года дебютировал за основной состав клуба в чемпионате Бельгии, появившись на поле на 38-й минуте вместо получившего травму Эдгараса Уткуса. 20 декабря продлил контракт с командой до июня 2025 года.

## Карьера в сборной
Выступал за юношеский сборный Бельгии различных возрастов. В ноябре 2022 года получил вызов в сборную Бельгии до 20 лет. В её составе дебютировал 19 ноября в товарищеской встрече с Португалией.
В марте 2023 года сообщил, что в дальнейшем готов также рассматривать выступления за национальную сборную Украины, если поступит такое предложение.

## Клубная статистика
| Выступление      | Выступление      | Выступление      | Лига | Лига | Кубки | Кубки | Конт. кубки | Конт. кубки | Итого | Итого |
| Клуб             | Лига             | Сезон            | Игры | Голы | Игры  | Голы  | Игры        | Голы        | Игры  | Голы  |
| ---------------- | ---------------- | ---------------- | ---- | ---- | ----- | ----- | ----------- | ----------- | ----- | ----- |
| Серкль Брюгге    | Лига Жюпиле      | 2022/23          | 25   | 1    | 2     | 0     | 0           | 0           | 27    | 1     |
| Серкль Брюгге    | Итого            | Итого            | 25   | 1    | 2     | 0     | 0           | 0           | 27    | 1     |
| Всего за карьеру | Всего за карьеру | Всего за карьеру | 25   | 1    | 2     | 0     | 0           | 0           | 27    | 1     |